# 洋野町
洋野町（ひろのちょう）は、岩手県沿岸部最北端の町。九戸郡に属し、三陸海岸および三陸地方の北部に位置する。

## 地理
東部は太平洋に面し、町の西部は高原となっている。

### 自然
- 山岳：久慈平岳、高取山など
- 河川：川尻川、高家川、有家川など

## 気候
ケッペンの気候区分では西岸海洋性気候に属する。
| 種市（1991年 - 2020年）の気候      | 種市（1991年 - 2020年）の気候 | 種市（1991年 - 2020年）の気候 | 種市（1991年 - 2020年）の気候 | 種市（1991年 - 2020年）の気候 | 種市（1991年 - 2020年）の気候 | 種市（1991年 - 2020年）の気候 | 種市（1991年 - 2020年）の気候 | 種市（1991年 - 2020年）の気候 | 種市（1991年 - 2020年）の気候 | 種市（1991年 - 2020年）の気候 | 種市（1991年 - 2020年）の気候 | 種市（1991年 - 2020年）の気候 | 種市（1991年 - 2020年）の気候 |
| 月                                 | 1月                           | 2月                           | 3月                           | 4月                           | 5月                           | 6月                           | 7月                           | 8月                           | 9月                           | 10月                          | 11月                          | 12月                          | 年                            |
| ---------------------------------- | ----------------------------- | ----------------------------- | ----------------------------- | ----------------------------- | ----------------------------- | ----------------------------- | ----------------------------- | ----------------------------- | ----------------------------- | ----------------------------- | ----------------------------- | ----------------------------- | ----------------------------- |
| 最高気温記録 °C （°F）             | 14.6 (58.3)                   | 19.9 (67.8)                   | 22.7 (72.9)                   | 30.7 (87.3)                   | 32.5 (90.5)                   | 33.1 (91.6)                   | 35.0 (95)                     | 35.4 (95.7)                   | 33.8 (92.8)                   | 27.5 (81.5)                   | 23.5 (74.3)                   | 19.6 (67.3)                   | 35.4 (95.7)                   |
| 平均最高気温 °C （°F）             | 2.6 (36.7)                    | 3.3 (37.9)                    | 6.9 (44.4)                    | 12.8 (55)                     | 17.3 (63.1)                   | 19.5 (67.1)                   | 23.3 (73.9)                   | 25.1 (77.2)                   | 22.5 (72.5)                   | 17.4 (63.3)                   | 11.5 (52.7)                   | 5.2 (41.4)                    | 13.9 (57)                     |
| 日平均気温 °C （°F）               | −0.9 (30.4)                   | −0.6 (30.9)                   | 2.4 (36.3)                    | 7.6 (45.7)                    | 12.2 (54)                     | 15.3 (59.5)                   | 19.5 (67.1)                   | 21.2 (70.2)                   | 18.3 (64.9)                   | 12.6 (54.7)                   | 6.7 (44.1)                    | 1.3 (34.3)                    | 9.6 (49.3)                    |
| 平均最低気温 °C （°F）             | −4.2 (24.4)                   | −4.3 (24.3)                   | −1.8 (28.8)                   | 2.5 (36.5)                    | 7.5 (45.5)                    | 11.7 (53.1)                   | 16.4 (61.5)                   | 18.1 (64.6)                   | 14.6 (58.3)                   | 8.1 (46.6)                    | 2.3 (36.1)                    | −2.2 (28)                     | 5.7 (42.3)                    |
| 最低気温記録 °C （°F）             | −14.2 (6.4)                   | −12.7 (9.1)                   | −11.4 (11.5)                  | −7.4 (18.7)                   | −2.1 (28.2)                   | 1.1 (34)                      | 7.3 (45.1)                    | 8.0 (46.4)                    | 5.8 (42.4)                    | −0.9 (30.4)                   | −6.1 (21)                     | −11.4 (11.5)                  | −14.2 (6.4)                   |
| 降水量 mm （inch）                 | 52.5 (2.067)                  | 51.5 (2.028)                  | 65.0 (2.559)                  | 74.4 (2.929)                  | 107.7 (4.24)                  | 130.4 (5.134)                 | 173.4 (6.827)                 | 176.3 (6.941)                 | 182.5 (7.185)                 | 129.7 (5.106)                 | 74.0 (2.913)                  | 59.2 (2.331)                  | 1,267 (49.882)                |
| 平均降水日数 （≥1.0 mm）           | 8.0                           | 8.1                           | 9.2                           | 9.2                           | 10.7                          | 10.9                          | 13.2                          | 13.0                          | 11.4                          | 9.6                           | 9.0                           | 7.7                           | 120.0                         |
| 平均月間日照時間                   | 162.2                         | 152.0                         | 190.0                         | 195.6                         | 199.7                         | 164.4                         | 142.1                         | 153.2                         | 146.7                         | 165.2                         | 156.3                         | 157.2                         | 1,988.7                       |
| 出典1：Japan Meteorological Agency |                               |                               |                               |                               |                               |                               |                               |                               |                               |                               |                               |                               |                               |
| 出典2：気象庁                      |                               |                               |                               |                               |                               |                               |                               |                               |                               |                               |                               |                               |                               |

## 歴史
江戸時代は八戸藩領であった。

### 東日本大震災
2011年3月11日に発生した東日本大震災による津波で、沿岸部の漁業施設などが壊滅したが、高さ12mの防潮堤が津波を大幅に減衰させたため、住宅地区の多くには被害が及ばなかった。八木地区を中心に海に近い民家が損壊したものの、死傷者や行方不明者は発生していない。

### 沿革
- 2006年（平成18年）1月1日 - 九戸郡種市町、大野村が新設合併し、洋野町が発足。
  - 町名は一般公募により決められた瑞祥地名であり、洋野の「野」と大野の「野」は無関係とされる。
  - 旧2町村の沿革は、それぞれの項を参照のこと。

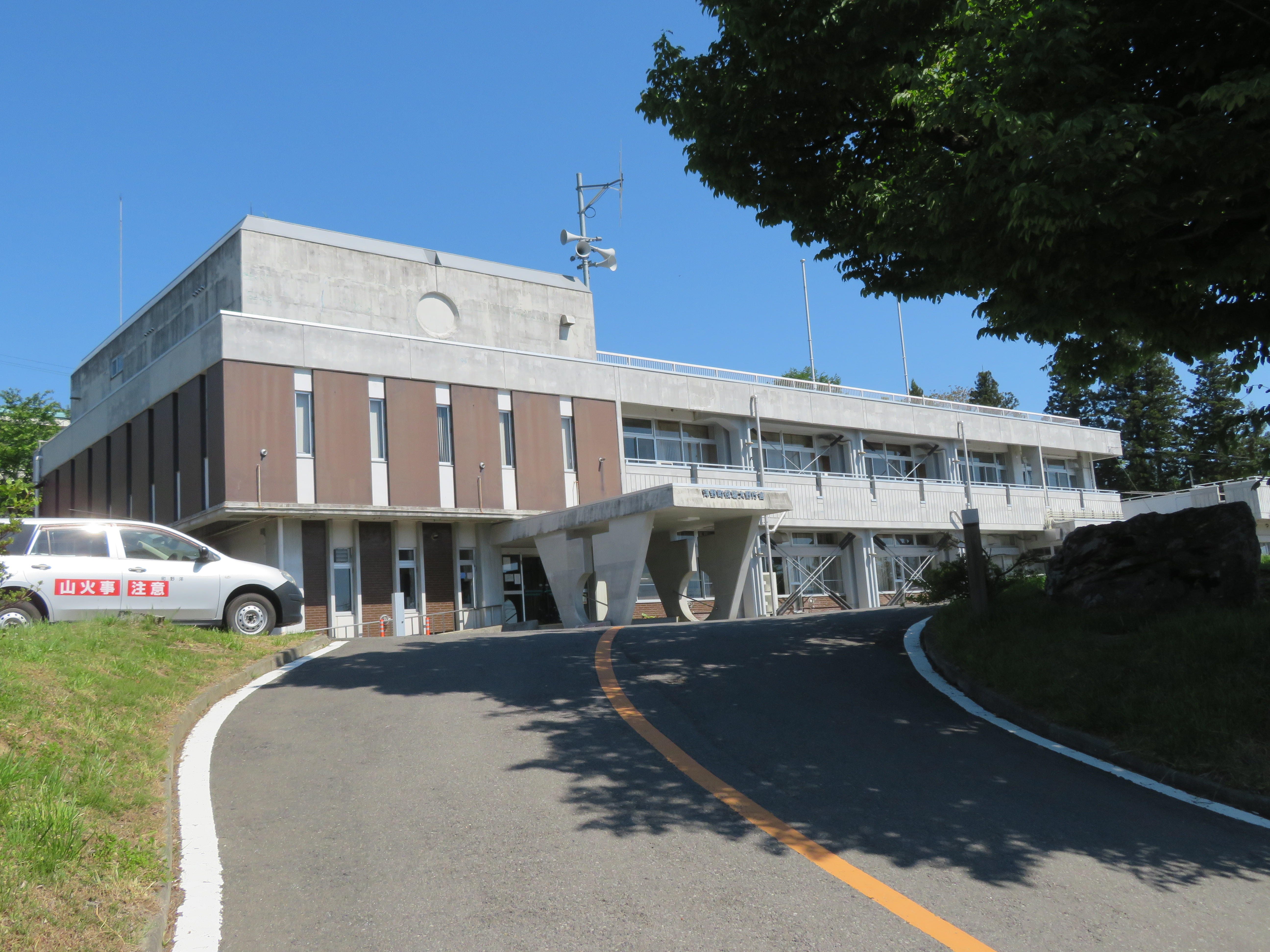
大野庁舎（旧大野村役場）

## 行政

### 歴代町長
| 代 | 氏名     | 就任日                    | 退任日                   | 備考 |
| -- | -------- | ------------------------- | ------------------------ | ---- |
| 1  | 水上信宏 | 2006年（平成18年）1月29日 | 2022年（令和4年）1月28日 | 4期  |
| 2  | 岡本正善 | 2022年（令和4年）1月29日  | 現職                     |      |

### 庁舎・支所
- 大野庁舎（旧 大野村役場）

※以下は廃止
- 中野支所（洋野町中野）- 1955年に旧種市町役場中野支所として開所し、2022年12月末を以って廃止された[5]。

### 町議会
定数：16名（1名欠員）
- 議長：水上和男（みずかみ かずお）
- 副議長：浜川末松（はまかわ すえまつ）

## 友好協定都市

### 国内
- 北海道 浦幌町（十勝郡）- 2014年（平成26年）7月12日に友好協定都市提携。

## 地域

### 人口
平成27年（2015年）国勢調査より前回調査からの人口増減をみると、6.81％減の16,693人であり、増減率は県下33市町村中16位。
2024年、民間の有識者らで作る人口戦略会議は、各市町村における将来の20歳-39歳女性の人口減少率を予想。洋野町では、2020年から30年間に75.4%減少するとし、将来的に消滅する可能性が高い「消滅可能性自治体」であることが公表された。
| |                                        |  |
| 洋野町と全国の年齢別人口分布（2005年） | 洋野町の年齢・男女別人口分布（2005年） |  |
| ■紫色 ― 洋野町 ■緑色 ― 日本全国 | ■青色 ― 男性 ■赤色 ― 女性              |  |
| 洋野町（に相当する地域）の人口の推移 \| 1970年（昭和45年） \| 24,278人 \| \| \| 1975年（昭和50年） \| 24,534人 \| \| \| 1980年（昭和55年） \| 24,403人 \| \| \| 1985年（昭和60年） \| 23,818人 \| \| \| 1990年（平成2年） \| 22,802人 \| \| \| 1995年（平成7年） \| 21,322人 \| \| \| 2000年（平成12年） \| 20,465人 \| \| \| 2005年（平成17年） \| 19,524人 \| \| \| 2010年（平成22年） \| 17,913人 \| \| \| 2015年（平成27年） \| 16,693人 \| \| \| 2020年（令和2年） \| 15,091人 \| \| |                                        |  |
| 総務省統計局 国勢調査より |                                        |  |
| 1970年（昭和45年） | 24,278人                               |  |
| 1975年（昭和50年） | 24,534人                               |  |
| 1980年（昭和55年） | 24,403人                               |  |
| 1985年（昭和60年） | 23,818人                               |  |
| 1990年（平成2年） | 22,802人                               |  |
| 1995年（平成7年） | 21,322人                               |  |
| 2000年（平成12年） | 20,465人                               |  |
| 2005年（平成17年） | 19,524人                               |  |
| 2010年（平成22年） | 17,913人                               |  |
| 2015年（平成27年） | 16,693人                               |  |
| 2020年（令和2年） | 15,091人                               |  |

### TVチャンネル・ラジオ周波数
洋野町内TV中継局
アナログ放送時代はIAT（岩手朝日テレビ）のみ当町内に中継局が無かったが、地デジでは当町内にIATもデジタル新局として中継局を開局。これにより当町内でも在盛民放TVが4局全て視聴可能となった。
種市本町テレビ中継局
町北西部の城内地区（青森県境近く）にあり、久慈中継局からの電波が届きにくい旧種市町域の大部分をカバーしている（海岸沿いでは久慈中継局の電波が受信可能な世帯もあり）。
陸中大野テレビ中継局
旧大野村域西部の黒間山にあり、旧大野村域の大部分をカバーしている。
種市本町・大野両局は全局同じ物理チャンネルで送信されているので、ワンセグTV及びポータブル地デジフルセグTV使用時は当町内（旧大野村域 - 旧種市町域相互間）移動時にチャンネルスキャン不要。
AM・FMラジオは久慈中継局を受信（IBCラジオは盛岡親局と同じ684kHzで送信されているので、盛岡など内陸へ行く場合でも周波数変更が不要。逆にFMとNHKの周波数は久慈・盛岡両地区で異なる）。また隣県のRABラジオ八戸局（1485kHz）も当町内ほぼ全域で昼夜通して良好に受信可能。

## 公的機関

### 警察
岩手県警察
- 久慈警察署（管轄：洋野町、久慈市、野田村、普代村）
  - 種市交番
  - 大野駐在所
  - 宿戸駐在所
  - 中野駐在所

### 消防
久慈広域連合消防本部
- 洋野消防署
- 洋野消防署大野分署

### 医療
- 洋野町国民健康保険種市病院
- 洋野町国民健康保険大野診療所

## 公共施設
主な施設のみ掲載。

### 図書館
- 洋野町立種市図書館
- 洋野町立大野図書館

### 文化センター
- 洋野町民文化会館（セシリアホール）
  - 大ホール
  - コミュニティホール

### 体育設備

#### 種市地域
- 種市体育館
- 種市運動場：陸上競技場、野球場、テニスコート、プール
- オーシャン・ビュー・スタジアム（野球場）
- 種市屋内温水プール

#### 大野地域
- 大野体育館
- 明戸地区社会体育館
- 林郷地区社会体育館
- 大野社会体育プール

## 経済・産業

### 農業
旧種市町では椎茸や寒じめホウレンソウ、旧大野村では畜産・酪農に力を入れている。稲作も盛んだが、寒冷な夏の季節風「やませ」による冷害が深刻である。

### 水産業

#### 増殖溝
洋野町の海岸部は、平坦な岩盤が沖合150メートル程度まで南北20キロメートルにわたり張り出しており、昆布やワカメといった大型海藻が育ちやすくし、ウニやアワビの繁殖も助ける「増殖溝」が掘られている。増殖溝は地元の漁協が総延長18キロメートル程度を開削し、満潮時に流れ込んだ海水が残って、海藻などが干上がってしまうのを防いでいる。海藻による二酸化炭素吸収をブルーカーボンとして排出枠販売しており、住友商事と岩手銀行が水産振興を含めて協力している。

#### 漁港
- 角浜漁港
- 川尻漁港
- 種市漁港
- 鹿糠漁港
- 戸類家漁港

- 宿戸漁港
- 小子内漁港
- 有家漁港
- 高家漁港

## 教育

### 高等学校
- 岩手県立種市高等学校
- 岩手県立大野高等学校

### 中学校
- 洋野町立種市中学校
- 洋野町立中野中学校
- 洋野町立大野中学校

※以下は廃校
- 洋野町立大和中学校（2007年・種市中へ統合）
- 洋野町立城内中学校（2010年・同上）
- 洋野町立角浜中学校（同上）

- 洋野町立大野第一中学校（2011年・大野中を新設統合）
- 洋野町立大野第二中学校（同上）
- 洋野町立宿戸中学校（2020年・種市中へ統合）

### 小学校
- 洋野町立種市小学校
- 洋野町立角浜小学校
- 洋野町立宿戸小学校
- 洋野町立中野小学校

- 洋野町立大野小学校
- 洋野町立林郷小学校

```
*洋野町立帯島小学校
```

※以下は廃校
- 洋野町立小子内小学校（2007年・宿戸小へ統合）
- 洋野町立大和小学校（2007年・種市小へ統合）
- 洋野町立平内小学校（2011年・同上）
- 洋野町立城内小学校（2014年・同上）
- 洋野町立向田小学校（2023年・大野小へ統合）

### 保育園・こども園
公立
- 洋野町立向田保育所
- 洋野町立帯島保育所
- 洋野町立林郷保育所

- 洋野町立大野こども園
- 洋野町立八木こども園

私立
- みどりが丘保育園（社会福祉法人 若葉福祉会）
- 幼保連携型認定こども園 なかのこども園（社会福祉法人 清翠会）
- 公私連携幼保連携型認定こども園 種市こども園（同上）

大学入学共通テストの試験場は、出願時、当町に所在する高校に在学しているか、または、現住所が当町にある受験生の場合、青森県が試験地区となり、青森県にある試験場が指定される。

## 郵便

### 郵便局
集配局
- 種市郵便局

郵便番号028-79××。旧種市町地域（種市・小子内・有家・中野）を担当。
- 大野郵便局

郵便番号028-88××。旧大野村地域（大野・上舘・阿子木・帯島・水沢）を担当。
無集配局
- 八木郵便局
- 陸中中野郵便局

- 城内郵便局
- 帯島郵便局

簡易郵便局
- 有家簡易郵便局
- 角浜簡易郵便局

- 宿戸簡易郵便局
- 向田簡易郵便局

## 交通

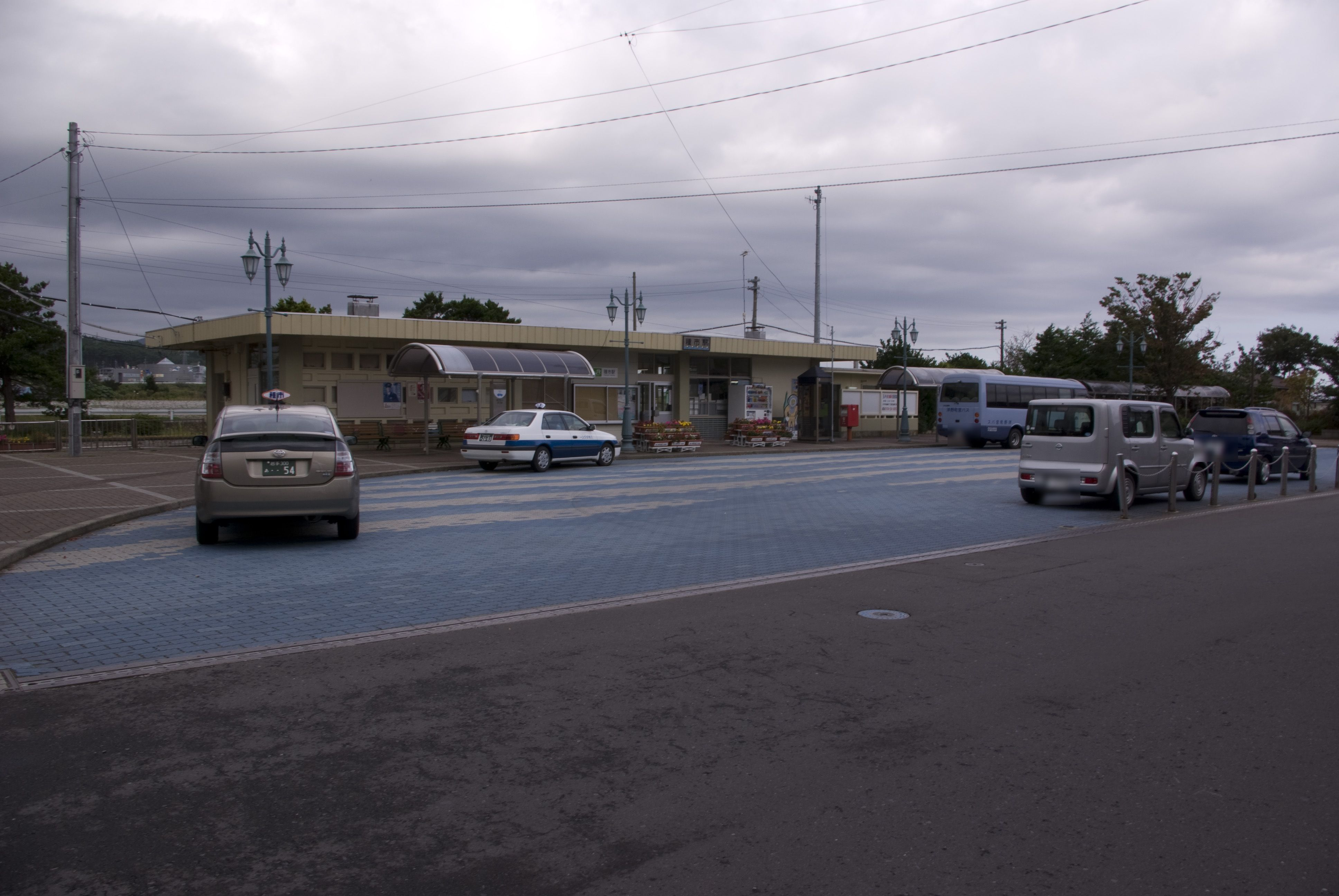
種市駅

### 鉄道
- 東日本旅客鉄道（JR東日本）
  - 八戸線 ： 角の浜駅 - 平内駅 - 種市駅 - 玉川駅 - 宿戸駅 - 陸中八木駅 - 有家駅 - 陸中中野駅

観光列車「TOHOKU EMOTION」（東北エモーション）の町内通過時、手や大漁旗を振って歓迎する「洋野エモーション」が行われている。

### バス
- 岩手県北バス
  - 久慈 - 大野線：久慈駅 ⇔ 陸中大野
  - 軽米 - 大野線：軽米インター - 軽米病院前 ⇔ 陸中大野
  - 八戸 - 大野線：八戸ラピアバスターミナル ⇔ 大野（南部支社のバス停名はこれを使用）
- 洋野町営バス
  - 種市大野線：おおのキャンパス⇔種市庁舎
  - 中野線：陸中中野駅⇔種市庁舎
  - 大沢線：アグリパーク⇔種市庁舎
  - 大沢山手線：下大沢⇔種市庁舎

### 道路

#### 高規格幹線道路（一般国道自動車専用道路）
- E45 八戸久慈自動車道
  - 一般国道45号洋野階上道路：洋野種市IC - 洋野宿戸IC - 洋野有家IC

#### 一般国道
- 国道45号
- 国道395号
  - 道の駅おおの

#### 県道

##### 主要地方道
- 青森県道・岩手県道11号八戸大野線
- 岩手県道20号軽米種市線

##### 一般県道
- 岩手県道139号陸中中野停車場線
- 岩手県道150号種市停車場線
- 岩手県道153号侍浜停車場阿子木線
- 岩手県道164号明戸八木線

- 岩手県道216号八木港線
- 岩手県道247号角ノ浜玉川線
- 岩手県道269号明戸種市線
- 岩手県道292号大野山形線

### 港湾
- 種市港
- 八木港
- 宿戸港
- 戸類家港
- 玉川港

## 名所・旧跡・観光

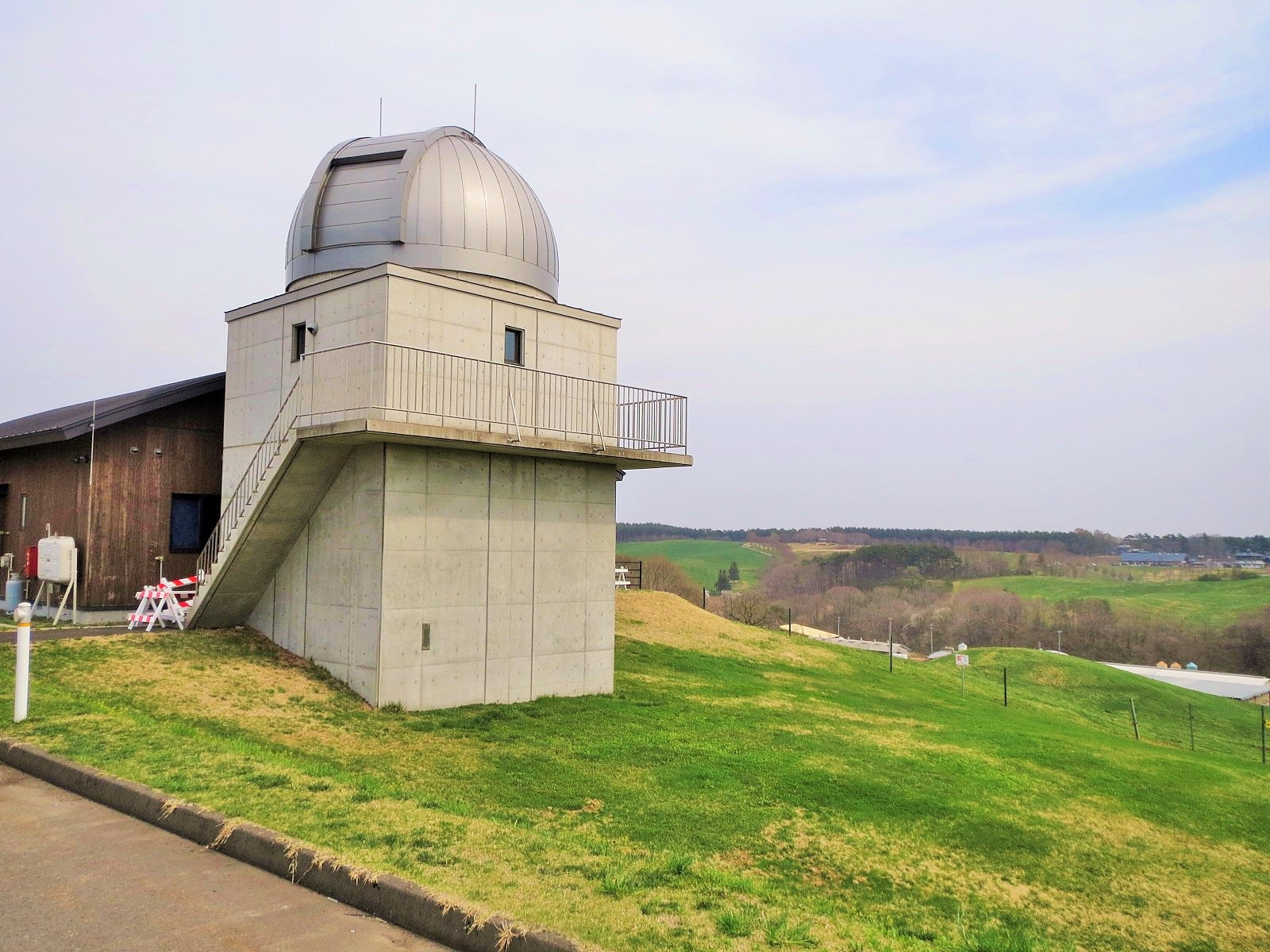
ひろのまきば天文台（2018年4月）

- 種市海浜公園
- 江戸ケ浜海水浴場
- アグリパークおおさわ
- シンボリ牧場
- 道の駅おおの（おおのキャンパス内）
  - おおのパークゴルフ場
  - ひろのまきば天文台
- 大谷温泉

## 出身有名人
- 上野石之助 - 旧軍人
- 工藤堅太郎 - 政治家
- 大井利江 - 円盤投げ選手
- 河崎愛美 - 小説家
- 柏戸秀剛 - 大相撲力士、伊勢ノ海親方
- 髙城靖雄 - 演歌歌手